# Беред-Жюмет
Бере́д-Жюме́т (фр. Beyrède-Jumet, окс. Veireda e Jumet) — коммуна во Франции, находится в регионе Юг — Пиренеи. Департамент — Верхние Пиренеи. Входит в состав кантона Арро. Округ коммуны — Баньер-де-Бигор.
Код INSEE коммуны — 65092.

## География
Коммуна расположена приблизительно в 680 км к югу от Парижа, в 115 км юго-западнее Тулузы, в 39 км к юго-востоку от Тарба.
На востоке коммуны протекает река Нест. Большую часть территории коммуны занимают леса.

## Климат
Климат умеренно-океанический с солнечной тёплой погодой и обильными осадками на протяжении практически всего года.

## Население
Население коммуны на 2010 год составляло 223 человека.
| 1962 | 1968 | 1975 | 1982 | 1990 | 1999 | 2010 |
| ---- | ---- | ---- | ---- | ---- | ---- | ---- |
| 241  | 200  | 222  | 237  | 256  | 218  | 223  |

## Администрация
| Период | Период | Фамилия      | Партия                              | Примечания |
| ------ | ------ | ------------ | ----------------------------------- | ---------- |
| 1946   | 2001   | Антуан Рюмо  | Французская коммунистическая партия |            |
| 2001   | 2020   | Жильбер Ротж |                                     |            |

## Экономика
В 2010 году среди 139 человек трудоспособного возраста (15-64 лет) 99 были экономически активными, 40 — неактивными (показатель активности — 71,2 %, в 1999 году было 72,3 %). Из 99 активных жителей работали 93 человека (51 мужчина и 42 женщины), безработных было 6 (1 мужчина и 5 женщин). Среди 40 неактивных 15 человек были учениками или студентами, 13 — пенсионерами, 12 были неактивными по другим причинам.

## Фотогалерея

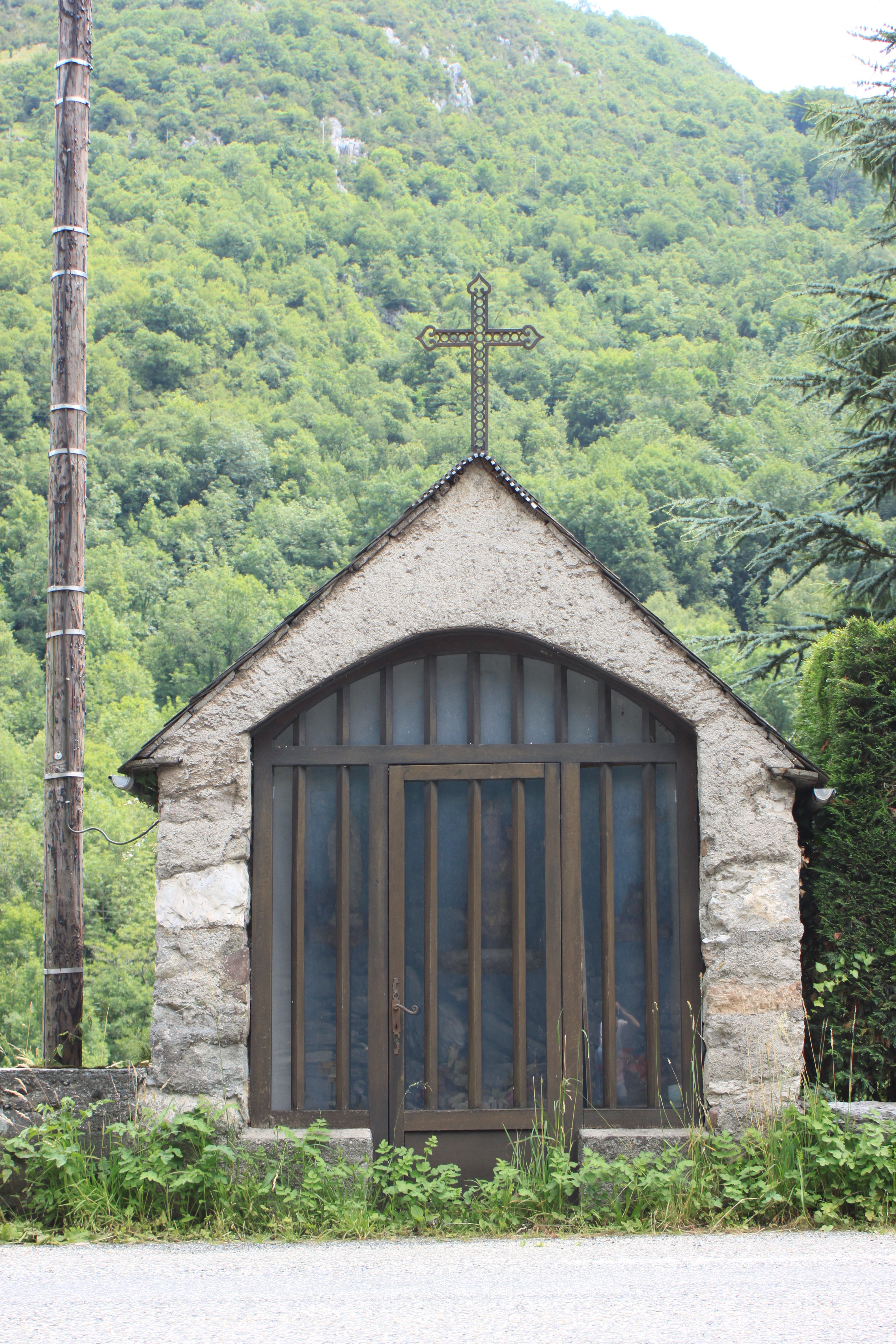
Часовня Нотр-Дам
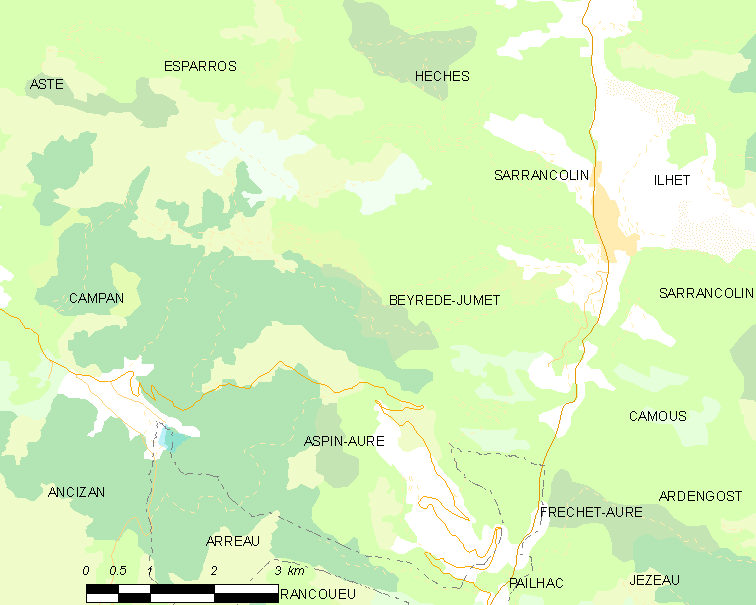
Карта коммуны